# Cymbidium bicolor
Espèce
Statut CITES
Cymbidium bicolor est une espèce d'orchidées du genre Cymbidium originaire d'Asie du Sud-Est.